# Lliga espanyola de bàsquet femenina
La Lliga espanyola de bàsquet femení, denominada Liga Femenina Endesa per motius de patrocini, és una competició esportiva de clubs femenins de basquetbol, creada la temporada 1963-64.
De caràcter anual, és organitzada per la Federació Espanyola de Bàsquet. Hi participen setze equips, que disputen una primera fase en format lligueta a doble volta. Els vuit primers classificats accedeixen a la fase final del torneig, que es disputa en format de playoffs. L'equip guanyador és declarat campió nacional de la competició i li dona dret, juntament amb el subcampió, a participar l'Eurolliga i Supercopa d'Espanya de la temporada següent. Així mateix, els set primers classificats de la primera volta, juntament amb l'amfitrió, disputen la Copa de la Reina. Per altra banda, els dos equips pitjors classificats a la lliga regular (15è i 16è) descendeixen a la Lliga Challenge.
Durant les primeres dècades, la competició ha estat dominada pels clubs madrilenys i de l'àmbit catalanoparlant, destacant els set primers títols del CREF Madrid (1963-64, 1964-65, 1966-67, 1967-68, 1968-69, 1969-70, 1970-71) i el domini dels equips catalans durant la dècada del 1970 i 1980, proclamant-se campions el Club Esportiu Mataró, el Picadero Jockey Club i el Club de Bàsquet Cantaires. Des de la dècada del 1990 destacà la irrupció del Dorna Godella i, posteriorment, del Ros Casares Valencia, que aconseguiren setze títols conjuntament entre 1991 i 2012. En els darrers anys, el Perfumerias Avenida s'ha consolidat com el nou dominador de la competició amb vuit títols (2005-06, 2010-11, 2012-13, 2015-16, 2016-17, 2017-18, 2020-21, 2021-22), rècord absolut que comparteix amb el Ros Casares.

## Clubs participants
A la temporada 2024-25 hi participen setze equips a la Lliga femenina:
- BAXI Ferrol
- Cadí la Seu
- Casademont Zaragoza
- Celta Femxa Zorka
- Club Joventut Badalona
- Durán Maquinaria Ensino
- Hozono Global Jairis
- IDK Euskotren
- KutxaBank Araski
- Lointek Gernika Bizkaia
- Movistar Estudiantes
- Osés Construcción Ardoi
- Perfumerías Avenida
- Spar Girona
- Spar Gran Canaria
- València Basket Club

## Historial
| En negreta = Equip guanyador (1) = Nombre de títols Nota: Noms dels equips segons l'època. |

| Edició                                     | Temporada                                  | Campió                                                                      | Resultat                                                                    | Subcampió                                                                   | refs                                       |
| Lliga Nacional Femenina de Primera Divisió | Lliga Nacional Femenina de Primera Divisió | Lliga Nacional Femenina de Primera Divisió                                  | Lliga Nacional Femenina de Primera Divisió                                  | Lliga Nacional Femenina de Primera Divisió                                  | Lliga Nacional Femenina de Primera Divisió |
| ------------------------------------------ | ------------------------------------------ | --------------------------------------------------------------------------- | --------------------------------------------------------------------------- | --------------------------------------------------------------------------- | ------------------------------------------ |
| I                                          | 1963-64                                    | CREFF Madrid (1)                                                            | lligueta                                                                    | CD INDO                                                                     |                                            |
| II                                         | 1964-65                                    | CREFF Madrid (2)                                                            | lligueta                                                                    | CD INDO                                                                     |                                            |
| III                                        | 1965-66                                    | Medina La Corunya (1)                                                       | lligueta                                                                    | CREFF Madrid                                                                | [ 4 ]                                      |
| IV                                         | 1966-67                                    | CREFF Madrid (3)                                                            | lligueta                                                                    | Medina La Corunya                                                           |                                            |
| V                                          | 1967-68                                    | CREFF Madrid (4)                                                            | lligueta                                                                    | CE Mataró-Ignis                                                             |                                            |
| Campionat Nacional de Primera Categoría    |                                            |                                                                             |                                                                             |                                                                             |                                            |
| VI                                         | 1968-69                                    | CREFF Madrid (5)                                                            | lligueta                                                                    | Medina La Corunya                                                           |                                            |
| VII                                        | 1969-70                                    | CREFF Madrid (6)                                                            | lligueta                                                                    | Medina La Corunya                                                           | [ 5 ]                                      |
| VIII                                       | 1970-71                                    | CREFF Madrid (7)                                                            | 50–38                                                                       | CE Mataró-Ignis                                                             | [ Nota 1 ]                                 |
| Primera Divisió Femenina                   |                                            |                                                                             |                                                                             |                                                                             |                                            |
| IX                                         | 1971-72                                    | CE Mataró-Ignis (1)                                                         | lligueta                                                                    | Picadero JC Damm                                                            |                                            |
| X                                          | 1972-73                                    | CE Mataró-Ignis (2)                                                         | lligueta                                                                    | Picadero JC Filomatic                                                       |                                            |
| XI                                         | 1973-74                                    | CE Mataró-Ignis (3)                                                         | lligueta                                                                    | RC Celta                                                                    |                                            |
| XII                                        | 1974-75                                    | Picadero JC PICEFF (1)                                                      | lligueta                                                                    | CE Mataró                                                                   |                                            |
| XIII                                       | 1975-76                                    | Picadero JC Evax Íntima (2)                                                 | lligueta                                                                    | CE Mataró                                                                   |                                            |
| XIV                                        | 1976-77                                    | RC Celta (1)                                                                | lligueta                                                                    | Picadero JC Evax Íntima                                                     |                                            |
| XV                                         | 1977-78                                    | Picadero JC Evax Íntima (3)                                                 | lligueta                                                                    | RC Celta                                                                    |                                            |
| XVI                                        | 1978-79                                    | RC Celta (2)                                                                | lligueta                                                                    | Picadero JC Evax Íntima                                                     |                                            |
| XVII                                       | 1979-80                                    | Picadero JC Evax Intima (4)                                                 | lligueta                                                                    | RC Celta                                                                    |                                            |
| XVIII                                      | 1980-81                                    | Picadero JC Comansi (5)                                                     | lligueta                                                                    | RC Celta                                                                    |                                            |
| XIX                                        | 1981-82                                    | RC Celta (3)                                                                | lligueta                                                                    | Picadero JC Comansi                                                         |                                            |
| XX                                         | 1982-83                                    | Picadero JC Comansi (6)                                                     | lligueta                                                                    | Real Canoe NC                                                               | [ 6 ]                                      |
| XXI                                        | 1983-84                                    | Real Canoe NC (1)                                                           | lligueta                                                                    | RC Celta                                                                    |                                            |
| XXII                                       | 1984-85                                    | Real Canoe NC (2)                                                           | 69–53                                                                       | El Masnou Basquetbol                                                        | [ 7 ] [ Nota 2 ]                           |
| XXIII                                      | 1985-86                                    | Real Canoe NC (3)                                                           | 2-1                                                                         | CB Tortosa-Sabor d'Abans                                                    | [ 8 ]                                      |
| XXIV                                       | 1986-87                                    | CB Tortosa-Sabor d'Abans (1)                                                | 2-1                                                                         | CD Xuncas                                                                   | [ 9 ] [ 10 ] [ 11 ]                        |
| XXV                                        | 1987-88                                    | CB Tortosa-Raventós Catasús (2)                                             | 2-1                                                                         | Tintoretto Getafe                                                           |                                            |
| XXVI                                       | 1988-89                                    | CB Tortosa-Caixa Tarragona (3)                                              | 2-0                                                                         | CD Xuncas                                                                   |                                            |
| XXVII                                      | 1989-90                                    | El Masnou Basquetbol (1)                                                    | 2-0                                                                         | Tintoretto Getafe                                                           | [ 12 ]                                     |
| XXVIII                                     | 1990-91                                    | Godella-Dorna (1)                                                           | lligueta                                                                    | RC Celta                                                                    |                                            |
| XXIX                                       | 1991-92                                    | Godella-Dorna (2)                                                           | 2-0                                                                         | BF Zaragoza                                                                 |                                            |
| XXX                                        | 1992-93                                    | Godella-Dorna (3)                                                           | lligueta                                                                    | BEX Argentaria                                                              |                                            |
| XXXI                                       | 1993-94                                    | Godella-Dorna (4)                                                           | lligueta                                                                    | Sandra Gran Canaria                                                         |                                            |
| XXXII                                      | 1994-95                                    | Godella-Costa Naranja (5)                                                   | lligueta                                                                    | Sandra Gran Canaria                                                         |                                            |
| Lliga Femenina                             |                                            |                                                                             |                                                                             |                                                                             |                                            |
| XXXIII                                     | 1995-96                                    | Godella-Costa Naranja (6)                                                   | 2-0                                                                         | Halcon Viajes                                                               |                                            |
| XXXIV                                      | 1996-97                                    | Pool Getafe (1)                                                             | 2-1                                                                         | Real Canoe NC                                                               |                                            |
| XXXV                                       | 1997-98                                    | Pool Getafe (2)                                                             | 2-1                                                                         | RC Celta Banco Simeón                                                       |                                            |
| XXXVI                                      | 1998-99                                    | RC Celta Banco Simeón (4)                                                   | 2-0                                                                         | Halcón Viajes                                                               |                                            |
| XXXVII                                     | 1999-00                                    | RC Celta Banco Simeón (5)                                                   | 2-1                                                                         | Sandra Gran Canaria                                                         |                                            |
| XXXVIII                                    | 2000-01                                    | València-Ros Casares (1)                                                    | 3-2                                                                         | UB FC Barcelona                                                             |                                            |
| XXXIX                                      | 2001-02                                    | València-Ros Casares (2)                                                    | 3-0                                                                         | UB FC Barcelona                                                             |                                            |
| XL                                         | 2002-03                                    | UB FC Barcelona (1)                                                         | 3-2                                                                         | València-Ros Casares                                                        |                                            |
| XLI                                        | 2003-04                                    | València-Ros Casares (3)                                                    | 3-0                                                                         | UB FC Barcelona                                                             |                                            |
| XLII                                       | 2004-05                                    | UB FC Barcelona (2)                                                         | 3-2                                                                         | València-Ros Casares                                                        |                                            |
| XLIII                                      | 2005-06                                    | Perfumerias Avenida (1)                                                     | 3-1                                                                         | UB FC Barcelona                                                             |                                            |
| XLIV                                       | 2006-07                                    | València-Ros Casares (4)                                                    | 3-2                                                                         | Perfumerias Avenida                                                         |                                            |
| XLV                                        | 2007-08                                    | València-Ros Casares (5)                                                    | 2-1                                                                         | Perfumerias Avenida                                                         |                                            |
| XLVI                                       | 2008-09                                    | València-Ros Casares (6)                                                    | 2-0                                                                         | Perfumerias Avenida                                                         |                                            |
| XLVII                                      | 2009-10                                    | València-Ros Casares (7)                                                    | 2-0                                                                         | Perfumerias Avenida                                                         |                                            |
| XLVIII                                     | 2010-11                                    | Perfumerias Avenida (2)                                                     | 2-0                                                                         | Rivas Ecópolis                                                              | [ 13 ]                                     |
| XLIX                                       | 2011-12                                    | València-Ros Casares (8)                                                    | 2-0                                                                         | Perfumerias Avenida                                                         |                                            |
| L                                          | 2012-13                                    | Perfumerias Avenida (3)                                                     | 2-0                                                                         | Rivas Ecópolis                                                              |                                            |
| LI                                         | 2013-14                                    | Rivas Ecópolis (1)                                                          | 2-0                                                                         | Perfumerias Avenida                                                         |                                            |
| LII                                        | 2014-15                                    | Spar Citylift Girona (1)                                                    | 2-0                                                                         | Perfumerias Avenida                                                         |                                            |
| LIII                                       | 2015-16                                    | Perfumerias Avenida (4)                                                     | 2-1                                                                         | Spar Citylift Girona                                                        | [ 14 ]                                     |
| LIV                                        | 2016-17                                    | Perfumerias Avenida (5)                                                     | 2-1                                                                         | Spar Citylift Girona                                                        | [ 15 ]                                     |
| LV                                         | 2017-18                                    | Perfumerias Avenida (6)                                                     | 2-0                                                                         | Spar Citylift Girona                                                        |                                            |
| LVI                                        | 2018-19                                    | Spar Citylift Girona (2)                                                    | 2-0                                                                         | Perfumerias Avenida                                                         | [ 16 ]                                     |
| LVII                                       | 2019-20                                    | Competició finalitzada sense campió pel risc públic de contagi del COVID-19 | Competició finalitzada sense campió pel risc públic de contagi del COVID-19 | Competició finalitzada sense campió pel risc públic de contagi del COVID-19 | [ 17 ]                                     |
| LVIII                                      | 2020-21                                    | Perfumerias Avenida (7)                                                     | 2-1                                                                         | València Basket                                                             | [ 18 ]                                     |
| LIX                                        | 2021-22                                    | Perfumerias Avenida (8)                                                     | 2-0                                                                         | València Basket                                                             | [ 19 ]                                     |
| LX                                         | 2022-23                                    | València Basket (1)                                                         | 2-0                                                                         | Perfumerias Avenida                                                         | [ 20 ]                                     |
| LXI                                        | 2023-24                                    | València Basket (2)                                                         | 2-0                                                                         | Perfumerias Avenida                                                         | [ 21 ]                                     |
| LXII                                       | 2024-25                                    |                                                                             |                                                                             |                                                                             |                                            |

1. ↑  Fase final disputada el maig de 1971. Les eliminatòries es disputaren al Poliesportiu de la Almudena de Madrid i la final al Palau Municipal de Càceres.
2. ↑  Després de la fase final, es disputà una final de desempat entre el Canoe NC i el Comansi Masnou el 14 d'abril de 1985 a Madrid.

## Palmarès
| Equip                          | Campió | Subcampió | Finals | Anys campió                                                            | Anys subcampió                                                                           |
| ------------------------------ | ------ | --------- | ------ | ---------------------------------------------------------------------- | ---------------------------------------------------------------------------------------- |
| Club Baloncesto Avenida        | 8      | 10        | 18     | 2005-06, 2010-11, 2012-13, 2015-16, 2016-17, 2017-18, 2020-21, 2021-22 | 1995-96, 1998-99, 2006-07, 2007-08, 2008-09, 2009-10, 2011-12, 2013-14, 2014-15, 2018-19 |
| Ros Casares Valencia           | 8      | 2         | 10     | 2000-01, 2001-02, 2003-04, 2006-07, 2007-08, 2008-09, 2009-10, 2011-12 | 2002-03, 2004-05                                                                         |
| CREF Madrid                    | 7      | 1         | 8      | 1963-64, 1964-65, 1966-67, 1967-68, 1968-69, 1969-70, 1970-71          | 1965-66                                                                                  |
| Picadero Jockey Club           | 6      | 5         | 11     | 1974-75, 1975-76, 1977-78, 1979-80, 1980-81, 1982-83                   | 1971-72, 1972-73, 1976-77, 1978-79, 1981-82                                              |
| Club Bàsquet Godella           | 6      | 0         | 6      | 1990-91, 1991-92, 1992-93, 1993-94, 1994-95, 1995-96                   | —                                                                                        |
| Real Club Celta Zorka          | 5      | 7         | 12     | 1976-77, 1978-79, 1981-82, 1998-99, 1999-2000                          | 1973-74, 1977-78, 1979-80, 1980-81, 1983-84, 1990-91, 1997-98                            |
| Club Esportiu Mataró           | 3      | 4         | 7      | 1971-72, 1972-73, 1973-74                                              | 1967-68, 1970-71, 1974-75, 1975-76                                                       |
| Real Canoe Natación Club       | 3      | 2         | 5      | 1983-84, 1984-85, 1985-86                                              | 1982-83, 1996-97                                                                         |
| Club de Bàsquet Cantaires      | 3      | 1         | 4      | 1986-87, 1987-88, 1988-89                                              | 1984-85                                                                                  |
| UB FC Barcelona                | 2      | 4         | 6      | 2002-03, 2004-05                                                       | 2000-01, 2001-02, 2003-04, 2005-06                                                       |
| Uni Girona Club de Bàsquet     | 2      | 3         | 5      | 2014-15, 2018-19                                                       | 2015-16, 2016-17, 2017-18                                                                |
| València Basket                | 2      | 2         | 4      | 2022-23, 2023-24                                                       | 2020-21, 2021-22                                                                         |
| Pool Getafe                    | 2      | 0         | 2      | 1996-97, 1997-98                                                       | —                                                                                        |
| Medina La Corunya              | 1      | 3         | 4      | 1965-66                                                                | 1966-67, 1968-69, 1969-70                                                                |
| Rivas Ecópolis                 | 1      | 2         | 3      | 2013-14                                                                | 2010-11, 2012-13                                                                         |
| El Masnou Basquetbol           | 1      | 1         | 2      | 1989-90                                                                | 1984-85                                                                                  |
| Club Baloncesto Islas Canarias | 0      | 3         | 3      | —                                                                      | 1993-94, 1994-95, 1999-00                                                                |
| Club Esportiu Cottet           | 0      | 2         | 2      | —                                                                      | 1963-64, 1964-65                                                                         |
| CD Xuncas                      | 0      | 2         | 2      | —                                                                      | 1986-87, 1988-89                                                                         |
| Tintoretto Getafe              | 0      | 2         | 2      | —                                                                      | 1987-88, 1989-90                                                                         |
| BF Zaragoza                    | 0      | 1         | 1      | —                                                                      | 1991-92                                                                                  |
| BEX Argentaria                 | 0      | 1         | 1      | —                                                                      | 1992-93                                                                                  |

## Premis individuals
| Edició | Temp.   | MVP             | MVP Nacional    | Millor entrenador | Revelació      | refs.         |
| ------ | ------- | --------------- | --------------- | ----------------- | -------------- | ------------- |
| IX     | 1971-72 | Carme Famadas   |                 |                   |                | [ 22 ]        |
| X      | 1972-73 | Carme Famadas   |                 |                   |                |               |
| XI     | 1973-74 | Carme Famadas   |                 |                   |                |               |
|        |         |                 |                 |                   |                |               |
|        | 2018-19 |                 |                 |                   |                |               |
| LVII   | 2019-20 | Tinara Moore    | Queralt Casas   | Madelen Urieta    |                | [ 23 ]        |
| LVIII  | 2020-21 | Keisha Gatling  | Cristina Ouviña | Alberto Ortego    | Maite Cazorla  | [ 24 ]        |
| LIX    | 2021-22 | Rebekah Gardner | Irati Etxarri   | Azu Muguruza      | Laura Peña     | [ 25 ] [ 26 ] |
| LX     | 2022-23 | Leonie Fiebich  | Maite Cazorla   | Carlos Cantero    | Marta Canella  | [ 27 ]        |
| LXI    | 2023-24 | Leonie Fiebich  | Mariona Ortiz   | Anna Montañana    | Murjanatu Musa | [ 28 ]        |